# Terra Indígena Rio Apapóris
A Terra Indígena Rio Apapóris é um território indígena demarcado no município de Japurá (Amazonas), habitado pelas etnias originarias Yuhupdëh, Tuiúca, Tucano e Desano.
Os Yuhupdëh, povo de caçador-coletor transitava periodicamente pelo vasto território, mas mudou seu padrão nômade tradicional e se estabeleceu na comunidade São José do Rio Apapóris, na margem brasileira do rio Traíra.
O processo pela demarcação do território começou em 1970, com solicitações feitas pelas lideranças indígenas. A partir de 1983, grupos de garimpeiros chegaram à região do Apapóris e surgiram garimpos Vila José Mormes e Desana. Em 1986 fizeram presença na região do Traíra grandes empresas mineradoras de ouro e aconteceram conflitos entre empresas, garimpeiros e indígenas.  Em 1987 foi fundada a Federação das Organizações Indígenas do Rio Negro, que acompanhou a luta pelas demarcações. No ano de 1998 em abril foi finalmente homologada a Terra Indígena Apapóris.